# Trichomanes spicatum
Trichomanes spicatum là một loài thực vật có mạch trong họ Hymenophyllaceae. Loài này được Hedw. ex Hook. miêu tả khoa học đầu tiên năm 1846.